# سایمن فارنابی
سایمن فارنابی (انگلیسی: Simon Farnaby؛ زادهٔ ۲ آوریل ۱۹۷۳) بازیگر، نویسنده و کمدین اهل انگلستان است.

## بخشی از فیلمشناسی
از فیلم‌ها یا برنامه‌های تلویزیونی که وی در آن نقش داشته‌است می‌توان به آثار زیر اشاره کرد.
- برک و هیر (۲۰۱۰)
- والاحضرت (فیلم) (۲۰۱۱)
- پدینگتون (۲۰۱۴)
- روگ وان (۲۰۱۶)
- پدینگتون ۲[۱][۲] (۲۰۱۷)